# Pauline (Alexandre Dumas)
Pour les articles homonymes, voir Pauline.
Pauline est l'un des premiers romans d’Alexandre Dumas, paru en 1838. C'est son unique romanesque  gothique.

## Historique
Né en 1802, Alexandre Dumas connaît un véritable succès à partir de 1829 lorsque son premier drame historique Henri III et sa cour est représenté à la Comédie-Française, faisant de lui l’instigateur d’un renouveau théâtral. Pauline, son premier roman, reste aujourd'hui bien moins connu que Les Trois Mousquetaires ou Le Comte de Monte-Cristo.

## Résumé
Le roman est construit sur deux récits enchâssés dans un troisième, d'où les nombreux changements de narrateur. Ce sont des récits-encadrés ou encore, des récits emboités.
L'histoire commence en 1834, où Alexandre Dumas, personnage du livre et narrateur, retrouve un vieil ami, Alfred de Nerval. 
Celui-ci lui raconte l'étonnante histoire de Pauline, qui est décédée un an auparavant. Les deux amis l'ont connue tous les deux, bien qu'Alexandre n'ait qu'un vague souvenir d'elle.
On entre alors dans le premier récit enchâssé, désormais raconté par Alfred de Nerval. À la suite d'un heureux héritage, Alfred entre en possession d'assez de fortune pour découvrir le monde comme il le souhaite. Il découvre par hasard une abbaye en ruine, en Normandie, alors qu'il voulait se rendre en Angleterre. À la suite d'un orage, il y passe la nuit. Dans l'obscurité la plus totale, il surprend alors un homme qui dissimule un objet sous une pierre tombale. Le lendemain, il revient à Trouville, où il loge, et apprend la mort complètement inattendue de Pauline de Meulien, la femme qu'il avait toujours aimée, mais qui avait épousé le comte Horace de Beuzeval. Désespéré, il parvient à la voir une dernière fois avant son enterrement. Mais, au comble de la surprise, il constate que la jeune femme morte n'est pas Pauline ! À la fois rassuré et intrigué, il décide, après avoir appris que l'abbaye se trouvait à côté du château des Beuzeval, d'y retourner pour y enquêter… Il découvre alors, sous la pierre tombale, une clef. Cette clef ouvre la porte des souterrains de l'abbaye. À sa grande stupéfaction, il y trouve Pauline, bien vivante, mais empoisonnée par le comte, son époux ! Une fois la jeune femme en sécurité, Alfred lui propose de l'accompagner où elle voudra, puisqu'elle ne semble pas pouvoir rester en France. Ils partent donc pour l'Angleterre. Après leur installation en Angleterre, Pauline raconte au jeune homme son histoire.
On entre alors dans le second récit enchâssé, où Pauline est la narratrice (elle est souvent comparée à une fée et une déesse, par sa grâce et son élégance). On est alors projeté quelques mois en arrière, lorsque Pauline rencontre son futur mari le comte de Beuzeval, lors d'une chasse au sanglier, où il sauve un jeune noble. Les exploits du comte la rendent admirative, mais son sang-froid l'effraie en même temps. Elle l'épouse pourtant deux mois après, sans même savoir si elle l'aime réellement.
Quelque temps après, le comte part avec deux de ses amis (Max et Henri) pour son château en Normandie, où se succèdent des meurtres. Alertée par un mauvais pressentiment, Pauline rejoint son mari, alors qu'il lui avait défendu de le faire. 
Alors que son mari lui avait dit qu'il partait pendant plusieurs jours avec ses amis, dans une partie de chasse, elle découvre un passage secret qui la mène jusque dans les souterrains de l'abbaye. Bien cachée dans l'ombre, elle est alors témoin des agissements criminels du comte et de ses amis : elle assiste à l'assassinat de la jeune aristocrate anglaise que le comte fera passer pour elle. Elle comprend alors que Beuzeval et ses deux comparses sont les responsables de tous les crimes (vols et meurtres) mystérieux qui avaient eu lieu en Normandie depuis leur arrivée. Pour préserver leur secret, Horace se trouve obligé de la tuer ; il n'a pas le courage de le faire immédiatement et l'enferme, vivante, dans un caveau, avec une lampe, une lettre et du poison.
Alfred redevient alors le narrateur. 
Cependant, les effets du poison donné par le comte continuent de faire effet et Pauline se meurt petit à petit. Ils voyagent en Écosse afin de lui changer les idées. À leur retour, Alfred apprend que sa sœur va épouser le comte Horace de Beuzeval. Il retourne en France pour empêcher cette union et provoquer le comte en duel. Alfred en sort vainqueur mais avec une balle plantée dans la chair de son épaule. Il retourne en Angleterre, où Pauline l'attend, sans savoir la cause du voyage si précipité d'Alfred. Dans un journal, elle apprend la mort de son époux, ce qui aggrave son état. C'est pendant un voyage en Italie qu'elle meurt. Mais avant sa mort, elle s'accroche à la manche d'Alfred, la déchire volontairement, et découvre la cicatrice, encore rosée, de l'épaule. Elle est enterrée à Sesto (Italie), où Alexandre Dumas découvrira sa tombe.

## Personnages
L’histoire de Pauline tourne autour de trois personnages principaux : Pauline de Meulien, Horace de Beuzeval et Alfred de Nerval. Comme souvent dans les récits romantiques.

### Pauline de Meulien
Avant sa rencontre avec le comte , Pauline de Meulien est une jeune fille quelque peu naïve, mais à l’esprit vif. Elle est emplie de joie de vivre et semble tout avoir pour elle : elle est jeune, riche, « pleine de talents, de charme et d’esprit ». D’après Alfred, c’est aussi « un ange de beauté, de grâce et de douceur » : « de magnifiques cheveux  noirs », « des yeux doux » et « noirs », « un visage pâle » nous servent de description.
Pourtant, son caractère évolue rapidement dès qu’Horace apparaît : elle parvient à se forger un avis plus subjectif sur le monde, bien qu’elle n’arrive pas à se détacher de l’avis des autres, notamment en ce qui concerne son amour pour le comte. Son erreur nous dévoile aussi sa grande maturité : lorsqu’elle comprend la vérité, elle ne la cache ni aux autres, ni à elle-même. 
Bien que nous ne connaissions qu’une petite partie de sa vie — quelques années, en fait — nous pouvons constater beaucoup de changements chez elle. Finalement, elle devient très réaliste et ses expériences de la vie se sont au moins montrées concluantes.

### Horace de Beuzeval
Lors de sa rencontre avec lui, Pauline nous fait une description très minutieuse de son apparence physique, mais aussi intellectuelle : « pâle », « plutôt petit que grand », « des yeux noirs et des cheveux blonds », « des lèvres pâles et minces », « de belles dents, des mains de femme »… D’une manière générale, il semble très jeune (« vingt - huit ans »), mais « quelques légères rides », « une toux sèche » et « un pli imperceptible sur le front » dénoncent son âge véritable. Sa « figure froide » inspire à Pauline « plus de répulsion que de sympathie ».
Comme la plupart des jeunes aristocrates, il aime la chasse, le tir, l’escrime, l’équitation et le jeu (bien qu’il arrête de jouer dès son mariage avec Pauline). Les plus grands détails que nous ayons sur ce personnage viennent de sa seconde visite chez M. de Luciennes, où il raconte ses aventures. Pauline se fait alors un jugement plus complet de lui : c’est un « homme de fer », qui, malgré son apparence « faible et languissante », « résist[e] à toutes les fatigues, surmont[e] toutes les émotions et dompt[e] tous les besoins ». Il a aussi un point de vue très étrange envers la société dans laquelle il vit : ironique et amer, il semble chercher à la changer, en brisant les convenances et les lois qu’elle impose…

### Alfred de Nerval
Ce personnage est sans doute celui pour lequel nous avons le moins d’indications : il est décrit de façon succincte tout au long du livre, sa description étant un peu éparpillée. En effet, étant le confident et le protecteur de Pauline ou le narrateur dans la plus grande partie de l’histoire, il est difficile à Dumas de nous faire un aperçu complet de lui. Nous ne savons donc que le minimum et ne pouvons déduire son caractère que de ses actions. Pauline ne va dévoiler son histoire qu’à lui seul, car elle le considère comme son « frère ».
Alfred de Nerval est un jeune aristocrate d’une vingtaine d’années, très conforme à son rang : tout comme Horace, il sait se battre au fleuret comme au pistolet, monter à cheval… Il est courageux car il provoque le comte en duel et revient à Piccadilly à cheval malgré son épaule blessée .
Sa seule raison de vivre est Pauline. Lorsque son père décède il a environ 17 ans : il devient alors le chef de la famille, ce qui est peut-être la cause de son grand sang-froid.

## Liens avec le romantisme
- Si vous ne connaissez pas le sujet, laissez ce bandeau (vous pouvez alors contacter les auteurs).
- Si vous supprimez le contenu mis en cause (vous pouvez préalablement contacter les auteurs),

argumentez précisément cette suppression dans la page de discussion
(un manque de référence n'est pas un argument ; une recherche réelle de référence doit avoir été effectuée, être formellement documentée).

### L’amour d’Alfred
Lorsque Alfred raconte son voyage avec Pauline en Écosse, il ne nous fait qu’un très bref résumé et ne nous offre que quelques noms qui nous sont inconnus. En effet, l’auteur cherche plus à focaliser notre attention sur les sentiments de son personnage que sur son vécu : c’est une caractéristique du lyrisme, mais aussi du romantisme.
Le jeune homme exprime sa joie de voyager avec celle qu’il aime, et en oublie presque ce pour quoi ils sont ensemble. Tout ce qu’il vit est pour lui source de bonheur et les paysages qu’il admire sont toujours plus «poétiques».
Pourtant, ce bonheur ne lui est accessible que par la maladie de Pauline! Il la protège et joue donc un rôle important pour elle, mais ce rôle n’existe que parce qu’elle court un danger : cette ironie doit montrer au lecteur l’imperfection de ce qu’Alfred voit pourtant comme parfait.
La charge de «frère» dont Alfred est investi lui apporte le bonheur, mais lui permet aussi de servir Pauline comme bien plus qu’un ami. Au fil du temps, leurs liens se resserrent, et ils n’ont bientôt plus les rapports qui existent entre un frère et une sœur. Alfred s’en rend bien vite compte, et se prend même à espérer vivre avec Pauline durant toute sa vie. Mais elle ne voudra pas épouser Alfred, leur amour est un amour «impossible», car Alfred a tué Horace (mari de Pauline) en duel. Cependant ils s'installeront ensemble à Londres sur la place Piccadilly.

### Le romanesque et le mépris du simple
Dans ce passage Pauline et Horace expriment leur pensée sur la société dans laquelle ils vivent : en effet, les auteurs romantiques se servent souvent de leurs personnages principaux pour donner leur avis au lecteur.
Pauline souhaiterait que la société cesse de « se dépoétiser », car cela lui enlève « cet extraordinaire » que demandent pourtant toutes « les imaginations actives ». Selon elle, seuls les « caractères exceptionnels », comme le comte Horace, permettent à la société de revivre cet extraordinaire.
Contrairement à Pauline, Horace est un homme qui n’hésite pas à exposer sa vie et sa pensée, bien qu’il critique en même temps la société : il cache son jeu dans la vie de tous les jours, mais clame haut et fort son avis à qui veut bien l’entendre.
Cette attitude s’oppose totalement à celle des personnages de Une vie de Maupassant, par exemple, où l’auteur dénonce les défauts de la bourgeoisie et la refuse complètement, tandis que Dumas se place de son côté pour mieux tourner en dérision les convenances qu’elle ne cesse de modifier. Comme tous les auteurs romantiques, Dumas est « en mal du siècle » : il se cache derrière l’image d’un homme à qui tout réussit, alors qu’il n’est qu’un être angoissé, insatisfait par l’Histoire et la société en pleine mutation.